# Tereza Pecková
Tereza Pecková, coniugata Krakovičová (Ústí nad Labem, 10 luglio 1987), è un'ex cestista ceca.

## Carriera
Con la Rep. Ceca ha disputato i Giochi olimpici di Londra 2012, due edizioni dei Campionati mondiali (2010, 2014) e quattro dei Campionati europei (2009, 2013, 2015, 2019).